# デイロン・ヴァローナ
デイロン・アルマンド・ヴァローナ・スアレス（Dayron Armando Varona Suarez、1988年2月24日 - ）は、キューバ・ハバナ出身のプロ野球選手（外野手）。

## 経歴

### キューバ時代
キューバではセリエ・ナシオナル・デ・ベイスボルのナランハス・デ・ビジャ・クララとガナデロス・デ・カマグエイでプレーした。
2013年11月に亡命を企てたとして出場停止処分を受けた。その後、ハイチ共和国への亡命に成功した。

### レイズ傘下時代
2015年5月7日にタンパベイ・レイズとマイナー契約を結び、プロ入りを果たした。5月26日にA+級シャーロット・ストーンクラブズへ配属された。6月17日にAA級モンゴメリー・ビスケッツへ昇格した。同年は傘下A+級シャーロットでは15試合に出場し、打率.377、1本塁打、10打点、26安打、2盗塁を記録し、AA級モンゴメリーでは69試合に出場し、打率.264、10本塁打、50打点、73安打、4盗塁を記録した。オフにはプエルトリコのウィンターリーグであるリーガ・デ・ベイスボル・プロフェシオナル・ロベルト・クレメンテに参加し、ヒガンテス・デ・カロリーナに所属した。
2016年1月12日に招待選手としてメジャーのスプリングトレーニングに参加した。また、スプリングトレーニング中に開催された「タンパベイ・レイズ対キューバ代表の親善試合」にはレイズの一員として帰郷。亡命後、約3年ぶりとなる帰郷だった。この試合には「1番・中堅手」で先発出場している。これにより、史上初のキューバから亡命した後、キューバでプレーした選手となった。4月5日に傘下AAA級ダーラム・ブルズへ配属され、開幕を迎えることとなった。
2017年6月3日に解雇となる。6月21日に独立リーグ・アトランティックリーグのヨーク・レボリューションと契約。